# Jiří Němeček (fotbalový brankář, 1948)
Jiří Němeček (* 26. června 1948) je bývalý český fotbalový brankář.

## Fotbalová kariéra
V československé lize chytal za SONP Kladno. Nastoupil ve 3 ligových utkáních.

## Ligová bilance
| Ročník                                   | Zápasy | Góly | Minuty | Nuly | Klub        |
| ---------------------------------------- | ------ | ---- | ------ | ---- | ----------- |
| 1. československá fotbalová liga 1969/70 | 3      | 0    | 138    | 0    | SONP Kladno |
| CELKEM 1. liga                           | 3      | 0    | 138    | 0    |             |